# Camelobaetidius maranhensis
Camelobaetidius maranhensis, popularmente conhecida como efemérida ou siriruia, é uma espécie de efemeróptero da família dos betídeos (Baetidae). É uma espécie pouco compreendida, cuja existência é conhecida apenas de sua localidade-tipo no estado do Maranhão, no Brasil. Seu estado de conservação foi classificado como vulnerável (VU) por conta de sua raridade e pela degradação ecológica em curso em sua área de ocorrência.

## Nome
O nome popular efemérida foi construído com base no nome do gênero Ephemera + o sufixo -ída. Seu primeiro registro remonta o século XVII. Siriruia, ou suas formas alternativas sililuia e sirirujá, aparentemente derivavam de aleluia (do latim alleluĭa ou halleluiah) por cruzamento com siriri.

## Taxonomia
Camelobaetidius maranhensis foi descrito pela primeira vez Salles & Serrão em 2005. Faz parte da família dos betídeos (Baetidae). O gênero compreende atualmente 38 espécies válidas. C. maranhensis, por conta de suas características morfológicas, está mais intimamente relacionada a C. billi e C. rufiventris.

## Descrição
Camelobaetidius maranhensis distingue-se das demais espécies descritas do gênero que apresentam filamento terminal reduzido por uma combinação específica de características das ninfas. Entre elas, destacam-se: o segundo segmento do palpo labial com projeção distomedial discretamente desenvolvida; a presença de um par de tubérculos submediais no pronoto; uma pequena brânquia torácica na base da forecoxa; garras tarsais com 29 a 34 dentículos; e os paraproctos com duas cerdas finas e simples próximas à margem interna. A ninfa apresenta 2,9 milímetros de comprimento corporal, antenas com 1,6 milímetro, cercos com 3,2 milímetros e filamento terminal medindo apenas 0,1 milímetro. As tíbias I, II e III medem respectivamente 0,8 e 1,8 milímetro.

### Cabeça
A cabeça é marrom, com o vértice marcado por manchas marrom-claras irregulares, enquanto a porção turbinada dos olhos compostos masculinos é marrom-avermelhada clara. As antenas têm escapo e pedicelo subcilíndricos com cerdas finas e simples nas extremidades dos segmentos. O ramo lateral da sutura epicraniana é sinuoso. O labro é retangular, mais largo que longo, com margem distal em U raso e margens laterais com cerdas longas e finas. Ventralmente, apresenta cerdas curtas em forma de espinho nas margens. As mandíbulas possuem incisivos fundidos e próteses robustas e denticuladas. A hipofaringe mostra língua e superlíngua de tamanho semelhante, com cerdas simples. A maxila possui gálea-lacínia com cerdas pectinadas e palpo de comprimento semelhante ao da gálea-lacínia. O lábio apresenta glossa e paraglossa de comprimentos próximos, ambas com cerdas características. O palpo labial apresenta o primeiro segmento pouco menor que a soma dos segmentos II e III; o segundo segmento possui uma protuberância distomedial levemente pronunciada.

### Tórax
O tórax é marrom-claro, com almofada da asa posterior presente e um par de tubérculos medianos no pronoto. A pequena brânquia torácica na base da forecoxa é uma característica distintiva. A perna anterior é marrom-clara, com o comprimento da tíbia equivalente ao do fêmur, e o tarso com 40% do comprimento do fêmur. O fêmur anterior tem cerca de 2,9 vezes o comprimento da largura máxima, com cerdas longas e espinhosas distribuídas dorsalmente e cerdas menores ventralmente. A tíbia apresenta fileiras de cerdas finas e simples dorsalmente, e cerdas semelhantes a espinhos ventralmente, aumentando de tamanho em direção ao ápice. O tarso possui cerdas simples e em forma de espinho, com garras tarsais portando entre 29 e 34 dentículos. As tíbias e tarsos das pernas média e posterior têm proporções similares às da perna anterior.

### Abdome
O abdome é marrom-claro, com os segmentos II e III mais escuros e o segmento V apresentando marcas. O tergo IV possui superfície vincada com espinhos truncados na margem posterior. As brânquias são ovais, marrom-claras, com margens armadas por cerdas estreitas em forma de espinhos intercaladas com cerdas simples. As traqueias são pigmentadas e visíveis ao longo do tronco principal das brânquias. As proporções das brânquias em relação aos segmentos abdominais variam de 1,5 a 1,6 vezes o comprimento dos respectivos segmentos. Os paraproctos exibem duas cerdas finas e simples próximas à margem interna. O filamento terminal é extremamente reduzido, com apenas 3% do comprimento dos cercos, que são marrom-claros e margeados por tufos de cerdas longas e simples.

## Distribuição e habitat
A espécie é endêmica do Brasil e sua ocorrência está restrita ao estado do Maranhão, dentro do bioma do Cerrado, mais especificamente na sub-bacia do Parnaíba Alto. Até o momento, é conhecida apenas para a localidade-tipo: Cachoeira Santa Bárbara, no Riacho Cocal, município de Riachão. Estudos posteriores no Maranhão, incluindo regiões próximas à localidade-tipo, não conseguiram localizar novos registros da espécie. A extensão de ocorrência (EOO) foi estimada em cerca de 1 588 quilômetros quadrados, correspondente à área da microbacia do rio onde foi registrada.

## Ecologia
As espécies do gênero Camelobaetidius apresentam adaptações morfológicas que lhes permitem se fixar firmemente nas superfícies do substrato de rios com correnteza rápida, utilizando para isso garras tarsais especializadas. Esse comportamento indica uma estreita associação com ambientes de águas correntes e substratos específicos, sugerindo que podem depender de habitats bem preservados, com pouca alteração física ou química, para sua sobrevivência.

## Conservação
Em 2018, Camelobaetidius maranhensis foi classificada como vulnerável (VU) no Livro Vermelho da Fauna Brasileira Ameaçada de Extinção do Instituto Chico Mendes de Conservação da Biodiversidade (ICMBio). Embora a única localidade conhecida de ocorrência da espécie esteja atualmente em bom estado de conservação, a área não conta com proteção legal. A expansão das atividades agropecuárias na região representa uma potencial ameaça ao único riacho onde a espécie foi registrada. Além disso, a ausência de registros em outras localidades, mesmo após esforços específicos de amostragem, aumenta a preocupação quanto à vulnerabilidade da espécie frente a possíveis impactos ambientais futuros.